# Ruota a gola
Una ruota a gola ("scanalata") è una ruota con uno o entrambi i bordi sporgenti in modo da formare una guida o un solco ("gola") per farla scorrere lungo un tracciato predisposto (ad esempio un binario) o per farvi scorrere un cavo, una fune o una cinghia. Tipicamente, sono ruote a gola quelle delle carrucole. E lo scopo delle ruote a gola è normalmente quello di impedire lo "scarrucolamento", ossia la perdita del contatto tra ruota e cavo. Ruote a gola sono anche usate, ad esempio, all'estremità dei trolley per consentire di mantenere il contatto di tram e filobus coi fili di alimentazione.